# Sapiyossi
Jonatão Katchitetele Eliseu (Angola, Luanda, Viana, 11 de novembro de 1987), conhecido como Sapiyossi, é um artista multifacetado. Ele se destaca como cantor, autor-compositor, dançarino, coreógrafo, designer gráfico, desenvolvedor de websites e designer de moda angolano. É o fundador do gênero musical Zukuma e representa a ONG LINÁLIA. Além disso, possui conhecimentos básicos em produção musical e desempenha um papel ativo como diretor artístico, criador e desenvolvedor de projetos artísticos, além de trabalhar como distribuidor de música digital. 

## Vida pessoal e Infância
Nascido durante um período de turbulência e caos causado pela guerra civil que assolava o país. É notável que o registro de nascimento e a localização em sua carta de identidade podem não refletir com precisão o local exato de seu nascimento. A única certeza é que veio ao mundo entre o mato, perto do rio Kupassi e do bairro Salvador, numa base militar chamada RM 93, localizada na divisão entre as províncias do Cuanza Sul, Huambo e Bié.

### Família
Filho do oficial superior Eliseu Fadário Kapitango, aposentado dos serviços de telecomunicações de guerra, e da Sra. Benita Jonatão, capitã reformada das Forças Armadas Angolanas e dos serviços de saúde hospitalar, Sapiyossi cresceu em um ambiente marcado pela disciplina militar e dedicação à saúde e bem-estar. Ele é o orgulhoso pai de três filhos: uma menina,  Benita Tchalunguila CAETANO JONATÃO, e dois rapazes, Alberto Eliseu CAETANO JONATÃO e Etóssi BARBIER JONATÃO. Entre seus nove irmãos, sete ainda estão vivos. Sua trajetória é marcada pela resiliência e perseverança, refletindo a complexa história de sua nação.

## Educação
Entre 2003 e 2006, Jonatão Katcitetele Eliseu frequentou a Escola Secundária Helsha-Day no Huambo, onde cursou Ciências Biológicas e obteve o diploma de Ensino Secundário Geral. Entre 2019 e 2020, ele estudou na VUB (Vrije Universiteit Brussel), no Departamento de Línguas e Literaturas. Jonatão é poliglota, dominando seis idiomas: português, umbundu, francês, inglês, espanhol e holandês

## Carreira musical
Em 1997 e 2000, começou a tocar música, suas gravações iniciais foram feitas com instrumentos improvisados em cassetes. A partir de 2002, após a Guerra Civil Angolana, ele transformou sua música em uma ferramenta poderosa para transmitir uma mensagem de paz, amor e liberdade para aqueles que se recuperavam do conflito em Angola. Além das músicas de kuduro tocadas com instrumentos improvisados no início de sua carreira, ele também teve um período desafiador em que interpretava diversos artistas nacionais angolanos, como Kalibrados, Warrant-B e Afroman, na província do Huambo, entre 2003 e 2006. Em 2007, deu um passo significativo ao entrar no estúdio de gravação de DJ Nelinho, onde gravou sua primeira música no gênero Kuduro. Este marco culminou com sua estreia no palco nacional no Cinema Kilumba, em um espetáculo realizado pelo Brigadeiro 10 Pacotes em 29 de dezembro do mesmo ano.

### Evolução e Sucessos
A sua carreira musical foi marcada por momentos desafiadores enfrentando dificuldades, barreiras e momentos memoráveis de realizações que o levaram ao seu primeiro sucesso em 2016 e novamente em 2024. Sapiyossi esteve afastado dos grandes palcos internacionais por 6 anos desde 2018, retornando com destaque ao conquistar um novo sucesso com o hit "I Don't Have Money" em 2024. O mercado do Rock Santeiro Angolano é uma parte significativa da trajetória de Sapiyossi, que inicialmente promovia suas músicas através de CDs. Atualmente, suas composições refletem um foco renovado em temas sociais, amorosos e familiares, destacando-se como um artista versátil que explora diversos gêneros musicais modernos. 
Em 2015, fez turnês nacionais e internacionais em Angola, República Democrática do Congo, em Kamako, Tshikapa e Kinshasa, e promoveu artistas locais. Em 2015, ele assinou um contrato com o grupo musical Caso Micha em Angola, que terminou em 2016, no mesmo ano em que começou sua carreira musical solo. Em 2018, realizou uma turnê musical em cinco países europeus: Portugal, Espanha, França, Bélgica e Países Baixos. Depois que as experiências rejeitadas no exílio, deixou voluntariamente o Fedasil, uma família belga o acolheu e encontrou apoio na comunidade artística belga.
Foi premiado na Feira dos Pescadores em homenagem ao 73o aniversário de José Eduardo dos Santos, em Porto Amboim, Angola. Em 2016, lançou seu single de estreia em Angola, « Vão Me ver No binóculo», no gênero musical de Kuduro, em 2018, «Money Money Money», na Bélgica, e em 2021, «No The War in Ukraine», «Fenacult», «Sinitralidade» e o álbum «Cinderela».
Em 2019 participou e foi o diretor do concerto de orquestra organizado pela Globe Aroma, atuando em Bruxelas, Malinas e em Paris. Em 2021 fundou uma marca de roupas, JS-Fashion, com sede em Bruxelas. Em 2022 fundou o gênero musical Zukuma, caracterizado por melodias e ritmos africanos. Em 2023 fundou a gravadora Zukuma Label, com sede em Bruxelas.

## Prêmios
- 2005: Recebeu o reconhecimento regional como melhor cantor e dançarino de Huambo.
- 2009: Foi indicado para a categoria "melhor cantor angolano" no concurso TV Choice.
- Julho de 2015: Representou Angola na VII Bienal de Jovens Criadores da CPLP em Maputo, Moçambique, recebendo reconhecimento nacional e internacional.
- Agosto de 2015: Foi premiado na Feira dos Pescadores em homenagem ao 73º aniversário de José Eduardo dos Santos, em Porto Amboim, Angola.
- 2015: Fez turnês nacionais em Angola e, em outubro do mesmo ano, fez turnês internacionais na República Democrática do Congo, nas regiões de Kamako, Tshikapa e Kinshasa, promovendo artistas locais.
- 20 de dezembro de 2015: Assinou um contrato com o grupo musical Caso Micha em Angola, que terminou em setembro de 2016, no mesmo ano em que começou sua carreira musical solo.
- 2018: Realizou uma turnê musical em cinco países europeus: Portugal, Espanha, França, Bélgica e Países Baixos.
- 2019: Foi o artista principal da turnê de orquestra organizada pela Globe Aroma, atuando nas cidades de Bruxelas, Malinas na Bélgica, e Paris na França.

### Realizações:
- 9 de janeiro de 2017: Fundou a TV Lumbungululo, em Luanda, Angola.
- 8 de novembro de 2021: Fundou sua marca de roupas, JS-Fashion, com sede em Bruxelas, Bélgica.
- 1º de junho de 2022: Criou o novo gênero musical Zukuma, caracterizado por melodias e ritmos africanos, em Bruxelas, Bélgica.
- 23 de dezembro de 2023: Fundou a gravadora Zukuma Label, com sede em Bruxelas, Bélgica.
- Maio de 2024: Seu videoclipe "I Don't Have Money" alcançou 2 milhões de visualizações no YouTube em apenas três meses.

## Imigração e Experiência no Exterior
Em 2018, imigrou para a Europa, mais especificamente para a Bélgica. Após enfrentar dificuldades e rejeições no exílio, deixou voluntariamente o Fedasil. Foi acolhido por uma família em Florennes Bélgica e encontrou apoio na comunidade artística local. Reconstruindo uma carreira pela Europa após desafios e traições. Mostrou sua força e determinação para assumir novos horizontes.

## Discografia
"I Don't Have Money": Lançado em 23 de fevereiro de 2024, produzido em Angola e Bélgica com a colaboração de mais de 70 profissionais.
Álbum "Cinderela": Lançado em 1º de fevereiro de 2022, produzido em estúdios angolanos e belgas, com a participação de mais de 30 profissionais.
Sapiyossi possui mais de 35 músicas disponíveis em plataformas digitais e continua a desenvolver novas obras, mantendo uma base crescente de fãs ao redor do mundo.

### Lista de registros
2024:
- Single "I Don't Have Money"

2022:
- Álbum "Cinderela"
- Single "Say Not the War in Ukraine"

2020:
- Single "My Princess"
- Single "George Floyd"

2016:
- Single "Vão Me Ver no Binóculo" (com Pai Diesel e Puto Aydji)
- Single "Bazamos de Mota" (com Pai Diesel e Puto Aydji)
- Single "Money Money Money"
- Single "Angola e Guinée" (com Saran De Siguiri)
- Single "Sai da Frente" (com La Negra)

2015:
- Single "Viva-Viva"
- Single "Sou um Louco"
- Single "Na Cuzuira é Sofrimento"
- Single "Pisa-Pisa" (com Mona Star)

2013:
- Single "Fenacult"
- Single "Mundial de Hóquei em Patins"

2010:
- Single "Kimbamba"

- 2009:
  - Single "Força Palancas Negras"
  - Single "Mexeram nas Patentes" (com os Kalungas Mata)

2007:
- Single "Rubi"
- Single "Tá Prometu"

## Cobertura Internacional
O single "I Don't Have Money" (2024) teve cobertura da imprensa internacional, incluindo jornais, televisões e portais de notícias. Entre os meios de comunicação que destacaram o lançamento e outros trabalhos de Sapiyossi desde 2010 até o presente, encontram-se plataformas impressas, digitais, canais de televisão e estações de rádio.

## Estilo artístico distinto
Ele adota uniformes militares em suas apresentações, homenageando a história militar de seus pais e refletindo sua identidade cultural.

## Contribuições e Impacto Cultural
Sapiyossi é uma figura central no cenário musical angolano, fundador do gênero Zukuma e embaixador de boa vontade da ONG LINÁLIA na Europa. Ele lidera projetos artísticos e filantrópicos que beneficiam comunidades vulneráveis, promovendo cultura, educação e desenvolvimento comunitário.

## Fundador do Gênero Zukuma
Em 2022, Sapiyossi criou o gênero musical Zukuma, que incorpora melodias e ritmos africanos. Esse novo estilo revitalizou o panorama musical angolano e recebeu reconhecimento local e internacional, refletindo a identidade cultural de Angola.

## Embaixador de Boa Vontade da ONG LINÁLIA na Europa
Sapiyossi atua como embaixador de boa vontade da ONG LINÁLIA na Europa e África, promovendo cultura, educação e desenvolvimento comunitário. Ele participa de projetos artísticos e filantrópicos voltados para apoiar comunidades vulneráveis em Angola e na Europa.

## Distribuição de Música Digital
Como distribuidor de música digital, Sapiyossi facilita o acesso global à música angolana e africana, ampliando o alcance e a apreciação desses gêneros musicais ao redor do mundo.

## Legado e Influência
Jonatão Katcitetele Eliseu, conhecido como Sapiyossi, tem sido uma figura importante na cena musical e cultural, tanto em Angola quanto internacionalmente. Seu trabalho abrange música, moda e filantropia, mostrando um compromisso com a inovação artística e o desenvolvimento comunitário.